# Cantone di Val-de-Meuse
Il Cantone di Val-de-Meuse era una divisione amministrativa dell'Arrondissement di Langres.
A seguito della riforma approvata con decreto del 17 febbraio 2014, che ha avuto attuazione dopo le elezioni dipartimentali del 2015, è stato soppresso.

## Composizione
Comprendeva 5 comuni:
- Chauffourt
- Dammartin-sur-Meuse
- Lavilleneuve
- Sarrey
- Val-de-Meuse